# 887 TCN
887 TCN là một năm trong lịch La Mã.